# Rosamund Massy
Rosamund Nora Massy (1870-1947) fue una sufragista inglesa y una  de las tres mujeres que organizaron el Memorial Emmeline y Christabel Pankhurst. Recibió la Medalla de Huelga de Hambre otorgada por la Unión Social y Política de las Mujeres (WSPU). 

## Biografía
Rosamund Massy nació en Londres en 1870. Era hija de Sir Casey Knywett y Lady Knyvett, también destacada sufragista. Se casó con un coronel de la  Dragoon Guards, que apoyó su activism con quien tuvo una hija.

## Activismo
Se unió al movimiento por el sufragio femenino hacia 1908 y al año siguiente se convirtió en organizadora pagada de la Unión Social y Política de Mujeres (WSPU).En 1909, Massy ayudó a Edith Rigby a infiltrarse en una reunión en la que participaba Winston Churchill en Preston y lanzó una piedra a la ventana de la oficina de correos. Estaba envuelto en un papel que contenía la siguiente declaración: 'Mensaje para el señor Winston Churchill: Esta piedra que atraviesa la ventana de su oficina de correos es para recordarle sus promesas rotas a las sufragistas de Manchester y Dundee. Fue arrestada y se declaró culpable de causar daños por valor de 2 libras. En este primer encarcelamiento se declaró en huelga de hambre y al cabo una semana su madre pagó la multa y fue puesta en libertad. Tras ser arrestada otras tres veces fue encarcelada nuevamente en 1910 durante un mes, después de haberse sumado a la manifestación del Viernes Negro.
En 1913, junto con su madre, preguntó a Sir William Byrne en el Ministerio del Interior sobre el estado de Emmeline Pankhurst, encarcelada en la prisión de Holloway. Lady Knyvett había donado dinero a la WSPU mientras Massy advertía de lo que podría pasar si Pankhurst moría en prisión. Posteriormente Massy apoyó a Pankhurst en sus campañas electorales.

## Funeral y memoriales de Pankhurst
Emmeline Pankhurst murió el 14 de junio de 1928, Massy fue una de las portadoras de su féretro, junto con las ex sufragistas Georgiana Brackenbury, Marie Brackenbury, Marion Wallace Dunlop, Harriet Kerr, Mildred Mansel, Kitty Marshall, Marie Naylor, Ada Wright y Barbara Wylie.
Kitty Marshall, Margaret, Lady Rhondda y Massy decidieron organizar y recaudar fondos para los monumentos conmemorativos de Pankhurst, y Massy actuó como secretaria del fondo.Recaudaron dinero para su lápida en el cementerio de Brompton y para una estatua en la Cámara de los Comunes (a la que frecuentemente se le había prohibido entrar).  También pudieron  comprar el cuadro que había realizado la compañera sufragista Georgina Brackenbury  para poder donarlo  a la National Portrait Gallery .
La insignia de prisión de Massy y la medalla de la huelga de hambre se colocaron  en un ataúd en el pedestal de la estatua de Emmeline Pankhurst en los Jardines de la Torre Victoria, que fue inaugurado por Stanley Baldwin en 1930.